# Tavernier (Flórida)
Tavernier é uma Região censo-designada localizada no estado americano de Flórida, no Condado de Monroe.

## Demografia
Segundo o censo americano de 2000, a sua população era de 2173 habitantes.

## Geografia
De acordo com o United States Census Bureau tem uma área de
7,0 km², dos quais 6,8 km² cobertos por terra e 0,2 km² cobertos por água. Tavernier localiza-se a aproximadamente 2 m acima do nível do mar.

## Localidades na vizinhança
O diagrama seguinte representa as localidades num raio de 48 km ao redor de Tavernier.